# Plaza de Armas de San Bernardo
La plaza de Armas de San Bernardo está ubicada en las cuadras históricas de la comuna de San Bernardo, que datan de 1821. Por el oriente da a la Avenida Freire (prolongación de la Gran Avenida), al poniente la Calle Eyzaguirre e intersecadas estas por las calles O'Higgins y Prat. A diferencia de otras comunas que en su origen estuvieron fuera de Santiago, como Maipú, Puente Alto y Lo Barnechea-Las Condes, esta plaza mantiene su carácter tradicional y un ambiente de provincia que conjuga con la gran presencia de la Iglesia católica en el sector, con edificaciones históricas y una serie de conventos y actividades eclesiásticas.

## Origen y desarrollo
Al igual que casi toda la zona sur de Santiago, cercana al Río Maipo, es decir, comunas que ahora se conocen como Maipú, Lo Espejo, Cerrillos y El Bosque, San Bernardo perteneció a los llanos de Lepe; que fueron divididos a partir de las primeras décadas del siglo XIX. Entre 1821 y 1822, queda construida la Plaza de Armas, junto a la parroquia franciscana y una serie de casas bajo el ordenamiento urbano colonial, es decir, de planos rectos y perpendiculares con una Plaza de Armas (o mayor) en su centro; el modelo bajo el cual nacieron las primeras ciudades latinaomericanas.
En 1835, San Bernardo comienza a ser ornamentado y regulado urbanísticamente hasta tener, por la década de 1850, aproximadamente 10 000 habitantes. Por un lado, el eje tradicional y punto de encuentro era la Plaza de Armas. Pero junto al eje del ferrocarril, nacía un tramado urbano vinculado a los nuevos habitantes de bajos ingresos que empezarían a constituirse en el actor social de la comuna. Con el nacimiento de La maestranza de San Bernardo, la ciudad cambia su tradición vinculada a batallas y héroes patrios claves de la Independencia de Chile por la actividad ferroviaria, que se transformaría en símbolo histórico de la comuna. 
Nacen una serie de poblaciones en las cuales el obrero ferroviario tenía un simbolismo especial. Ya por los años 30 del siglo XX comienza el trazado de la futura Gran Avenida; una de las más importantes de Santiago de Chile, y la más importante de la zona sur de la capital, y que une el centro de Santiago con su extremo sur, San Bernardo.
También aparecen algunas villas (En Chile, las villas se relacionan con viviendas uniformes para segmentos de la clase media, mientras que las poblaciones se relacionan con la clase baja); todo bajo un ordenamiento en el cual la vida seguía siendo marcada por el paso reposado de la Plaza de Armas de San Bernardo y su cuadrante histórico.

## La zona sur desde los años 80
San Bernardo si bien abandonó sus casonas históricas, no se sumó a la locura por los malls y el progreso que la mayoría de Santiago no dudó en aceptar. Su zona más histórica mantuvo el pulso de provincia, mientras que las zonas de mayor densidad de la comuna empezaron a mostrar los problemas presentes en todas las zonas marginales, pobres, de la metrópolis. Este desborde poblacional alcanzó a San Miguel y La Cisterna, donde muchos de los habitantes de clase media de sus barrios residenciales realizaron un progresivo éxodo a la zona oriente y centro de la capital, mientras que la población popular empezaba a crecer por toda la zona sur provocando la subdivisión de las comunas históricas en nuevas comunas tales como San Ramón, La Pintana, Pedro Aguirre Cerda o El Bosque. En los años 90 esa tendencia se mantuvo; la zona sur así parecía presa de una lógica dinámica distinta a las zonas norte, poniente y sobre todo oriente de la capital, con explosiones de malls, carreteras e inversiones. 
Desde mitad de la década del 2000, se concretó la llegada del Metro de Santiago a gran parte de la zona sur, a través de las líneas dos  en San Miguel-La Cisterna y  en La Cisterna sur-San Ramón. Esto significó un avance relativo a este stand by casi estructural de la zona cuyo testigo mudo sería la Gran Avenida, que termina a metros de la Plaza de Armas de San Bernardo. Esto en un escenario de palomas, religiosos cruzando con letanía antiguas veredas y construcciones de larga data.